# Костянтинопольський Марк Львович
Костянтинопольський Марк Львович (14 квітня 1886–25 квітня 1938 р.) – викладач, вчений історик-іраніст.
Народився 14 квітня 1886 р. в м. Ходорків Сквирського повіту Київської губернії. 1904–1908 та 1910-1916 навчався у Київському університеті.
У 1923 р. переїхав до Харкова. Працював у Харківському інституті народної освіти аспірантом, науковим співробітником, завідуючим сектором античної культури науково-дослідної кафедри історії західноєвропейської культури.
9 червня 1926 р. в Харківському інституті народної освіти відбувся захист докторської дисертації на тему «Культ Міфри».
У 1927 р. виїздив у наукове відрядження до Парижа. Згодом отримав запрошення на роботу до Музею історії релігії та атеїзму в Ленінграді.
Помер М. Л. Костянтинопольський у Ленінграді від хвороби серця 25 квітня 1938 р.

## Праці
Костянтинопольский М. Л. Тезисы к диссертации М. Л. Костянтинопольского на тему «Митра» // Східний світ. 1927. С. 214–216.
Костянтинопольский М. Мітраїзм. Джерела його вивчення та сучасний стан їхнього розроблення // Східний світ. 1928. № 2. С. 256–269.
Костянтинопольский М. Из истории иранства в Европе (доклад на заседании Харьковского отделения ВУНАВ) // Бюлетень ВУНАС. 1927. № 4–5. С. 66–67.
Костянтинопольский М. О культе Аримана в религии Ахеменидов и западном мифраизме (к вопросу о дуализме персидской религии v западного мифпаизма) // Наукові записки Науково-дослідчої кафедри історії європейської культури. Xарків. 1927. Т. II (Історія і література). С. 19–32.
Костянтинопольский М. Митраизм как соперник христианства // Наукові записки Науково-дослідчої кафедри історії європейської культури. Xарків. 1929. Т. III. С. 35.